# Ban Arapruich
Ban Arapruich – wieś położona w południowo-wschodnim Laosie, w prowincji Attapu, w dystrykcie Phouvong.